# Yvette Grimaud
Pour les articles homonymes, voir Grimaud.
Yvette Jeanne Grimaud, née à Alger le 29 janvier 1920 et morte à Villiers-le-Bel (Val-d'Oise) le 19 février 2012, est une pianiste, compositrice et ethnomusicologue classique française.

## Biographie
Née à Alger, élève de M. Llorca, Yvette Grimaud se produit en concert dans sa ville natale avant l'âge de dix ans,,, avant de venir demeurer à Paris où elle crée de nombreuses œuvres contemporaines, dont les sonates pour piano de Pierre Boulez, ses douze notations,, les Trois psalmodies ou encore la première sonate d'André Jolivet. Élève d'Olivier Messiaen, elle délaisse par la suite sa carrière de pianiste pour s'orienter vers l'ethnomusicologie où elle étudie particulièrement la musique traditionnelle géorgienne et les traditions musicales des pygmées Babinga. Elle est l'auteur d'articles et d'ouvrages scientifiques sur le sujet.
Elle assure un cours d'ethnomusicologie à l'Université Paris VIII en 1973-74, et est la première professeure dans cette matière au sein du CNSM de Lyon où une classe d'ethnomusicologie est créée en 1981,,.

## Compositions
- Prélude sur les gammes chinoises pour piano (1934)
- Pièce pour violoncelle et piano (1936)
- Trois Pastels pour violon et piano (1937-38)
- Prélude pour Piano (1939; 2 versions)
- Quatre Mélopées pour chant, flûte, et harpe (1939)
- Poussière sonore pour piano (1939)
- Salutations angéliques pour mezzo-soprano solo, chœur, et orchestre (1939)
- Étude brève pour piano (1940)
- Lamentations pour une méditation funèbre pour violoncelle et piano (1940)
- Mélopée pour deux ondes Martenot et piano (1940-41)
- Préludes en forme de triptyque (1940)
- Trois pièces en quarts de ton pour soprano, percussion et ondes Martenot (joué pendant le Festival 1949 de la Société internationale pour la musique contemporaine (SIMC) en Sicile[15]
- Yvette Grimaud a contribué à la bande son et aux bruitages (ondes  Martenot) de la pièce radiophonique de René Barjavel "Ne demandez pas la lune" (1950)[16].